# Quake: Scourge of Armagon
Quake: Scourge of Armagon — первый набор дополнительных миссий к игре Quake. Включает 15 новых уровней для одиночной игры (в том числе 3 секретных), новую арену для многопользовательской игры, трёх новых монстров, нового босса, новые виды оружия и предметов.
Анонсы дополнения появились через два месяца после выхода первой коммерческой части Quake. Выход много раз откладывался, подогревая интерес общественности, но появился только после угрозы выхода Quake II. После этого дополнение пошло в продажу.
Движок игры был обновлён. Основным нововведением была реализация объектов, вращающихся по радиусу (оригинальный Quake поддерживал движение только вдоль горизонтали, вертикали и диагоналей), что предвосхитило подобное в Quake II.
Scourge of Armagon выиграло несколько премий как лучшее дополнение года.

## Синопсис
Дополнение продолжает оригинальный Quake. Главный герой возвращается на базу, но находит там только зомбированных солдат. Он читает терминал, и понимает, что Quake, с которым он так и не встретился в оригинальной игре, вызывает подмогу из своего мира. Морпех идёт уничтожать монстров, которых возглавляет Армагон, генерал армии монстров из реальности Quake.

## Новое оружие
- Лазер пулемёт — питается патронами Молниемёта и может рикошетить от стен. Это позволяет стрелять им за угол, что ранее позволял делать лишь Гранатомёт.
- Миномёт — альтернативное Гранатомёту оружие. Стреляет гранатами, но те не рикошетят от стен, а прилипают к ближайшей, взрываясь при появлении движущегося объекта;
- Молот Тора — использует, как и Лазер пулемёт, патроны Молниемёта. Бьёт россыпью молний по всем врагам в поле видимости. Может работать без патронов, как альтернатива топору.

## Новые предметы
- Рог призыва — материализует какое-либо существо, которое играет на стороне героя;
- Щит отражатель — малопригодная броня, более предназначенная для многопользовательских битв. Наносит атакующему такой же урон, который он наносит игроку;
- Супер-костюм — вариант Гидрокостюма из Quake. Позволяет находиться под водой (и немного ускоряет передвижение в ней), не заботясь о воздухе, а также стрелять там из электрического оружия.

## Новые противники
- Гремлин — внешне напоминает Рогача, мало опасен ближнем бою. Основная способность — умеет отбирать оружие и атаковать им игрока (или других монстров, если он случайно заденет их). Кроме того, способен создавать новых гремлинов из мёртвых монстров;
- Центроид — биомеханический скорпион. Обладает скорострельностью Гвоздемёта, плюс в ближнем бою жалит хвостом. Может стрелять только в горизонтальной плоскости;
- Шипованый снаряд — летающая бомба, которая упорно летит к игроку, слабо реагирует на детонирующие виды оружия. Уничтожается всего одним выстрелом из гвоздомета.
- Армагон — согласно основной сюжетной линии «Scourge of Armagon», это существо из армии демона Quake планирует вторгнуться на Землю через портал, известный как «разлом» (rift). Физически Armagon напоминает гигантского гремлина с кибернетическими ногами и комбинированными ракетной пусковой установкой и лазерными пушками вместо рук. Это дает существу внешность, сходную со строггами из Quake II.

## Саундтрек
За саундтрек в дополнении к Quake отвечал Джейхун Хванг, только начинавший тогда свою деятельность. Вместе с гитаристом Робом Паттерсоном он написал 8 новых аудиодорожек (против 11 в оригинальной игре), которые, в отличие от музыки Трент Резнора, были написаны в жанре рок плюс оркестровые вставки, из-за чего дополнение имеет другой, отличающийся от оригинала настрой. Такой же стиль использовался Джейхуном Хвангом и во втором дополнении к Quake, Dissolution of Eternity.
| Русскоязычные издания | Русскоязычные издания |
| Издание               | Оценка                |
| --------------------- | --------------------- |
| Game.EXE              | 90 %                  |
| «Страна игр»          | 8 из 10               |